# Keep Me Warm
Keep me warm je bila pjesma koja je predstavljala Finsku na Euroviziji 1974., a pjevala ju je Carita Holmström. Pjesma je bila prva izvedena. Na kraju je završila 13. od 17 s 4 boda. U pjesmi se pjeva o ženi koja želi da ju prijatelj drži toplu, a zaparavo želi odnos s njim.
Iduće godine Finsku je predstavljao Pihasoittajat s pjesmom "Old Man Fiddle".